# Уэбстер, Алекс
А́лекс Уэ́бстер (англ. Alex Webster, род. 25 октября, 1969 года) — американский музыкант, композитор и бас-гитарист дэт-метал-группы Cannibal Corpse. Один из двух первоначальных участников Cannibal Corpse вместе с барабанщиком Полом Мазуркевичем.
Его басовые партии и манера игры стали одной из отличительных особенностей музыки Cannibal Corpse. Особенно это проявилось в альбомах Tomb of the Mutilated и The Bleeding, в некоторых композициях даже присутствуют бас-соло. Также его узнаваемый «почерк» слышен в альбоме Fury & Flames группы Hate Eternal, в записи которого он принимал участие.
Алекс не использует медиатор, предпочитая игру пальцами. Также он использует самые различные техники игры.
Также Алекс принимает участие в прогрессив-метал-проекте Blotted Science и Conquering Dystopia.